# L'Homme aux chiens
Pour plus de détails, voir Fiche technique et Distribution.
L'Homme aux chiens (Dedicatoria) est un film espagnol réalisé par Jaime Chávarri, sorti en 1980.

## Synopsis
Juan est journaliste et tombe amoureux amoureux de Carmen, la fille de Luis, qu'il essaie d'interviewer en prison.

## Fiche technique
- Titre : L'Homme aux chiens
- Titre original : Dedicatoria
- Réalisation : Jaime Chávarri
- Scénario : Jaime Chávarri et Elías Querejeta
- Photographie : Teo Escamilla
- Montage : Pablo G. del Amo
- Société de production : Elías Querejeta Producciones Cinematográficas
- Pays :  Espagne et  France
- Genre : Drame et romance
- Durée : 97 minutes
- Date de sortie : 
  - France : mai 1980 (festival de Cannes)

## Distribution
- José Luis Gómez : Juan Oribe
- Amparo Muñoz : Clara
- Patricia Adriani : Carmen
- Luis Politti : Luis Falcón
- Francisco Casares : Paco
- Hélène Peychayrand : Aurora
- Claude Legros : Donato Estévez
- Marie Mansart : Josefina

## Distinctions
Le film a été présenté en sélection officielle en compétition au Festival de Cannes 1980.